# Ophiusa tirrhaca
Ophiusa tirrhaca är en fjärilsart som beskrevs av George Francis Hampson 1894. Ophiusa tirrhaca ingår i släktet Ophiusa och familjen nattflyn. Inga underarter finns listade i Catalogue of Life.